# AAR (військова справа)

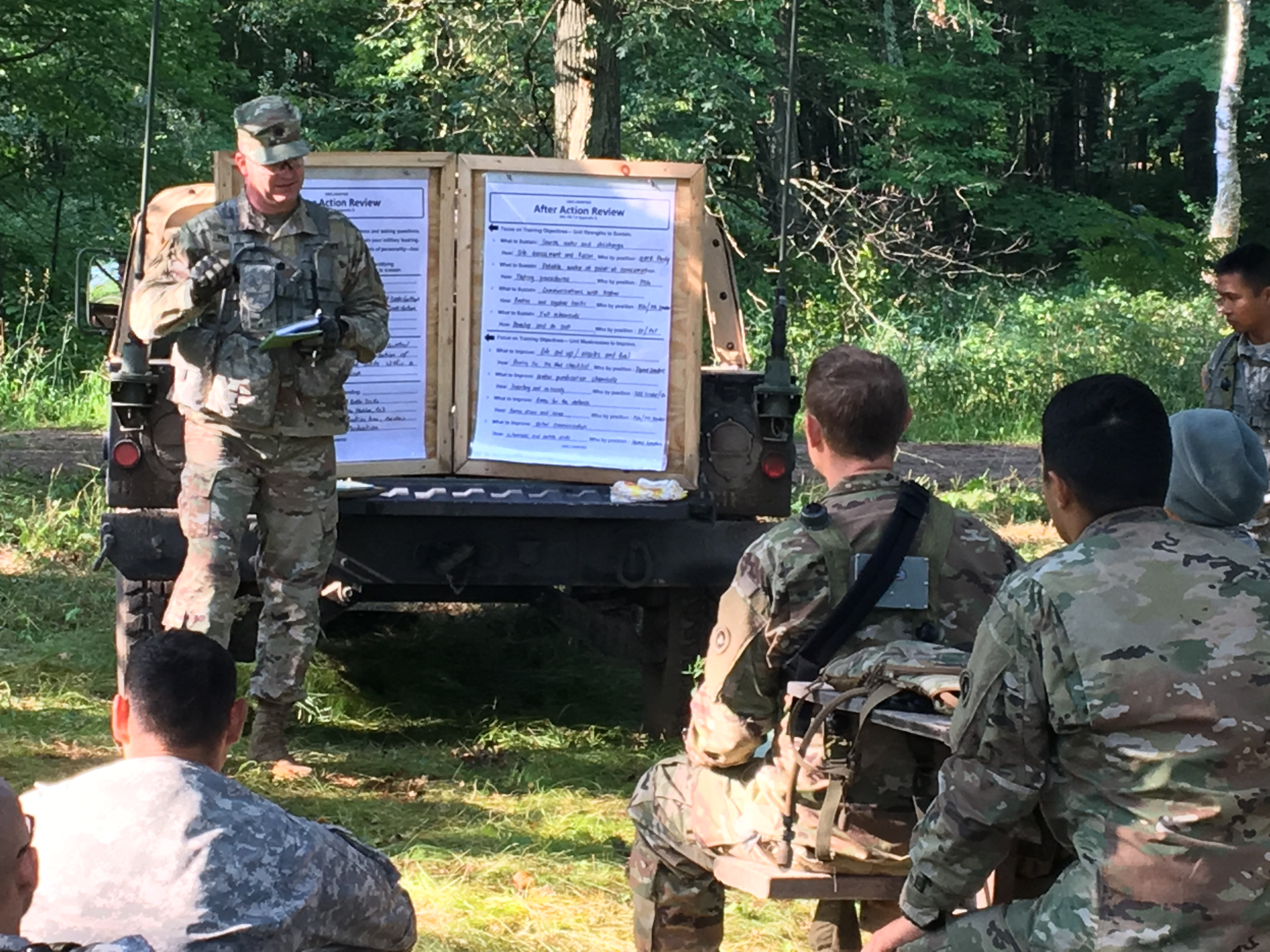
Проведення AAR в американській армії

AAR  (англ. after-action review, укр. аналіз проведених дій (АПД), або огляд після дії (ОПД)) — усталена та узвичаєна система швидкого аналізу здійснення боїв та інших дій в армії США. Система складається з циклу аналізів ведення бойових дій до бою і після бою. Система AAR була запозичена деякими приватними компаніями для підвищення ефективності підприємницької діяльності.

## Походження
Вважають, що AAR як метод бере початок від практик введених бригадним генералом Семюелом Маршаллом (Samuel Lyman Atwood Marshall), який першим почав проводити аналіз бойових компаній під час Другої світової війни. Згодом після війни на основі інтерв’ю Маршалла штатівська армія взялася формувати базовий і усталений стандарт аналізу бою. Цей метод дає військовим змогу вчитися на помилках (своїх та колег) і поширювати свої “напрацювання” на інші підрозділи збройних сил. Втім, деякі джерела наводять згадки про окремі елементи AAR у міжвоєнний період і навіть на початку ХІХ століття
.
Наприкінці 1970-х — на початку 1980-х систему впроваджував Національний тренінговий центр армії США. Найбільшого поширення методика досягла після війни в Перській затоці в 1990 році, коли солдати за власною ініціативою почали широко застосовувати цю практику, це поступово зробило її стандартною процедурою в американській армії
.
Згодом, «After Action Review» були інтегровані у систему стандартів НАТО і практика набула широкого розповсюдження в арміях цих країн. З 2017 року «After Action Review» згадується в наказах ЗСУ, а у 2019-му вона потрапила в доктрину як «Аналіз проведених дій» у вигляді тимчасової інструкції ВП 7(3)-00(01).01.

## Метод аналізу
Метод аналізу AAR дає змогу самокритично дати оцінку чинникам що вплинули на результат дій, а також вдосконалити процеси та поліпшити результати своєї діяльності. Метод аналізу передбачає що після виконання бойових наказів, завдань, тренувань і подій, усі хто брав у них участь, під керівництвом лідера в неконфліктній, довірливій та не карній атмосфері відверто обговорюють усе, що планували, що мало успіх, а що пішло не так, і як на думку учасників це можна виправити. Метод AAR може мати усну і писемну форму. Усна проходить на основі правил, які всі знають і приймають. правил прості, але жорсткі:
- всі беруть участь;
- не брати близько до серця (no thin skins, “тонкошкірих немає”);
- усі є рівними між собою (“погони залишаємо за дверима”);
- ведення зарисів;
- фокусування на своїх промахах, а не на помилках командування (в командування буде власний розбір);
- абсолютна відвертість;
- керівники першими визнають свої помилки, а щодо підлеглих — шукають не винних, а способи покращити ситуацію.

Існує в основному два типи військових ААР — формальний і неформальний. 
Формальний ААР вимагає більш детального планування, підготовки та ресурсів. Вони зазвичай плануються і проводяться як частина зовнішньої та внутрішньої оцінки.
Неформальні ААР вимагають меншого планування і підготовки, ніж формальні ААР і часто є перевіркою на місці результатів підготовки солдатів і колективів на рівні екіпажу, відділення або взводу.
Важливо, щоб зустріч відбувалась у режимі діалогу, а не лекції чи повчання з боку керівника. ¾ часу мають говорити солдати. Офіцерам слід бути фасилітаторами, не перебирати увагу на себе й не домінувати. І водночас визнавати, що незгода з їхнім рішенням не дорівнює неповазі.

## Методика та приклад застосування аналізу
Попри наявність у назві слова “after” (після), насправді підготовка до “аарування” починається до початку місії. Ось як описує процес підготовки місії в підрозділі OPFOR журнал «Harvard Business Review».
Перед початком місії командувач озвучує завдання з чотирьох обов’язкових компонентів:
1. завдання (що мають зробити підрозділи);
2. чому це важливо;
3. очікування командувача (що має відбутися на полі бою);
4. фінальний результат.

Наприклад:
1. (завдання): захопити місцевість Х;
2. (чому це важливо): щоб дати змогу основним силам просунутися на північ;
3. (очікування): знайдемо укріплення противника, направимо туди основні сили, решта обійде з флангів і обріже постачання; якщо блокувати не вдасться — принаймні знатимемо сильні та слабкі сторони противника;
4. (фінал): територію захоплено, сили противника знищено й відрізано від постачання.

Цю формулу доносять до командирів нижчого рівня і кожен, зі свого боку, має дати зворотний зв'язок, що його підрозділ (піхота, артилерія, постачання тощо) робитимуть для досягнення завдання. Підсумком може бути вислів “Ви сказали — я почув”.
На наступному етапі переходять до “репетиції”, під час якої командири підрозділів на кожній з фаз планованої операції проговорюють, які “мікрозавдання” в них будуть у цій фазі, яку тактику дій вони застосовуватимуть, яких ресурсів і засобів потребуватимуть у цей час. Тобто вже на цьому етапі підрозділи не лише спланували, що відбуватиметься, а й окреслили виклики, перед якими можуть постати, і як вони їх розв'язуватимуть.
Тобто формулюється гіпотеза: “У цій ситуації, маючи таке завдання, якщо ми вчинимо такі дії, то отримаємо такий результат”. Це також надалі може бути використано як план майбутнього розбору виконання завдання. Коли військові знають, що доведеться вголос говорити, що спрацювало, а що ні, то ще на етапі планування або репетицій озвучують складні запитання, щоб знати, що все буде зроблено максимально правильно.
Після завершення кожного етапу або всієї місії на зборах слід проговорити результати. Під час інтенсивних навчань число таких зборів упродовж тижня може сягати десятків й на різних рівнях управління. Це не обов’язково мають бути багатогодинні наради. Особливо якщо йдеться про обговорення якогось одного етапу завдання невеликим підрозділом. Типовими є 10–15 хвилинні мітинги безпосередньо на полігоні.

## AAR в Україні
Штатівські інструктори, які працювали в Україні до початку повномасштабного вторгнення Росії, також намагалися впровадити AAR в ЗСУ. Проте публічно в ЗМІ згадують лише поодинокі випадки застосування методики в рамках спільних навчань із західними партнерами.
Згадки про елементи AAR в Україні з’являлися до 2014 року, коли в Україні почали активно працювати інструктори країн НАТО. Приміром, в одній з наукових робіт згадано 3D-моделювання однієї з ділянок зони АТО у 2015 році, яке здійснювали в пілотному режимі з метою такого аналізу.
Методику “аналізу проведених дій” затвердив Генштаб наказом № 4 від 2017 року (Додаток 4). Улітку 2017 року про те, що AAR працюватиме в українській армії, заявляв тодішній начальник Генштабу ЗСУ Віктор Муженко. У медіа трапляються поодинокі свідчення, що методику почали впроваджувати ще у 2017-му. Коли у вересні 2019 року тодішній міністр оборони Андрій Загороднюк ішов з посади, він говорив про її системне впровадження в майбутньому часі. У середині 2020 року також як про майбутню опцію про це казав військовий аташе США Томас Воффорд.
У 2022 році Наталею Треніною і Віктором Ніколенком з метою надання навчально-методологічної допомоги ЗСУ і розвитку культури безперервного вдосконалення був створений проєкт "Вдосконалення в дії". Проєкт переклав стандарт Армії США «TC 25-20» українською мовою, займається заходами інформування підрозділів ЗСУ, співпрацею з інструкторами, розробив «Інструкції для навчальних заходів» та «After-Action Review: посібник із застосування в умовах війни».